# Нордхофен
Нордхофен (нем. Nordhofen) — община в Германии, в земле Рейнланд-Пфальц. 
Входит в состав района Вестервальд. Подчиняется управлению Зельтерс (Вестервальд).  Население составляет 560 человек (на 31 декабря 2010 года). Занимает площадь 3,86 км².